# مسابقات کاراته قهرمانی جهان ۱۹۷۷
مسابقات کاراته قهرمانی جهان ۱۹۷۷، چهارمین دوره مسابقات کاراته قهرمانی جهان بود که به میزبانی توکیو، ژاپن از ۲۱ تا ۲۲ آوریل ۱۹۷۷ برگزار شد.
اولین مدال جهانی تیم ملی کاراته ایران در این رقابت‌ها و در بخش «کومیته تیمی» به‌دست آمد. ایران، به مدال برنز دست‌یافت.

## مدال‌آوران
| رویداد              | طلا                 | نقره                               | برنز                                                                                            |
| ایپون (امتیاز کامل) | Otti Roethof · هلند | Eugene Codrington · بریتانیای کبیر | Juan Pedro Carbilla · اسپانیا                                                                   |
| ایپون (امتیاز کامل) | Otti Roethof · هلند | Eugene Codrington · بریتانیای کبیر | Chen Chien · جمهوری چین                                                                         |
| کومیته تیمی         | هلند                | آلمان غربی                         | فرانسه                                                                                          |
| کومیته تیمی         | هلند                | آلمان غربی                         | ایران · محمود آرین‌خو · جمشید سلیمی · هوشنگ اتحاد · علیرضا احسانی · محمود شیزری · مرتضی کاتوزیان |

## جدول مدال‌ها
| رتبه           | کشور           | طلا | نقره | برنز | مجموع |
| -------------- | -------------- | --- | ---- | ---- | ----- |
| ۱              | هلند           | ۲   | ۰    | ۰    | ۲     |
| ۲              | آلمان غربی     | ۰   | ۱    | ۰    | ۱     |
| ۲              | بریتانیای کبیر | ۰   | ۱    | ۰    | ۱     |
| ۴              | اسپانیا        | ۰   | ۰    | ۱    | ۱     |
| ۴              | ایران          | ۰   | ۰    | ۱    | ۱     |
| ۴              | جمهوری چین     | ۰   | ۰    | ۱    | ۱     |
| ۴              | فرانسه         | ۰   | ۰    | ۱    | ۱     |
| مجموع (۷ کشور) | مجموع (۷ کشور) | ۲   | ۲    | ۴    | ۸     |